# Dolmen de la Table
Le dolmen de la Table est un mégalithe submergé, situé près de l'île de Noirmoutier, dans le département français de Vendée.

## Protection
Le mégalithe est mentionné pour la première fois en 1888 par Arsène Charier-Fillon, et identifié comme un dolmen. Il est classé comme monument historique en 1895. Une balise et une inscription, indiquant en lettres de bronze son élévation au-dessus des basses mers à la date de 1896, ont été posées à la suite de son classement : «Propriété de l'État - Dolmen de la Table - Repère sol 2,535 m au-dessus de la basse mer - Du 30 mars 1896». Une mission réalisée par l'Agence des bâtiments de France en 1955 permet d'en dresser le premier plan connu.

## Description
Le mégalithe est situé en mer, sur le plateau de la Vendette, à 4 km à l'est de la côte de Noirmoutier-en-l'Île. Il est submergé la plupart du temps, ne se découvrant que lors des grandes marées. La pierre a été identifiée , depuis la fin du XIXe siècle, comme étant la table de couverture d'un dolmen, et lui a donné son nom. 
C'est une large dalle en grès, dit du bois de la Chaise, de 4,85 m de long sur 2,63 m de large et 0,22 m, son poids peut être estimé à 3,8 t, en forme de losange. Les blocs rocheux visibles en-dessous de la dalle sont en calcaire dolomitique, de même nature que le sol sous-jacent, ce qui implique un déplacement de la dalle depuis le Bois de la Chaise. Ces blocs ne sont pas libres, ce sont des excroissances du sol, ils ne peuvent donc correspondre à d'éventuels piliers sous-tenant « la table». Il est donc plus probable que le mégalithe soit un menhir et non la table d'un dolmen.
Avec le menhir de la Pointe des Dames, tous deux devaient marquer l'entrée du goulet de Noirmoutier, la submersion de l'un des deux atteste de la transgression flandrienne.